# Love, Life and Laughter
Love, Life and Laughter er en britisk stumfilm fra 1923 af George Pearson.

## Medvirkende
- Betty Balfour
- Harry Jonas
- Frank Stanmore
- Annie Esmond
- Nancy Price
- Sydney Fairbrother
- Eric Smith